# شعبان‌نژاد
شعبان‌نژاد می‌تواند به افراد زیر اشاره کند:
- نیما شعبان‌نژاد، بازیگر تئاتر و تلویزیون اهل ایران
- افسانه شعبان‌نژاد، شاعر و نویسنده ادبیات کودک و نوجوان
- مائده شعبانی‌نژاد، نوجوان شاعر و فعال اجتماعی ساکن شهر آبادان